# Julian Piskorz
Julian Piskorz (ur. 3 września 1891 w Libichowej, zm. 30 stycznia 1954 w Tarnowie) – polski duchowny katolicki, wykładowca Wyższego Seminarium Duchownego i Instytutu Teologicznego w Tarnowie.

## Życiorys
Julian Piskorz pochodził z Libichowej (obecnie przysiółek Trzciany) w powiecie bocheńskim. Uczył się w szkole ludowej w Rzezawie oraz w gimnazjum w Bochni, gdzie w 1909 roku złożył egzamin dojrzałości. Po roku studiów na Wydziale Prawa Uniwersytecie Jagiellońskim rozpoczął naukę w Instytucie Teologicznym w Tarnowie. W 1912 roku został wysłany przez biskupa Leona Wałęgę na studia teologiczne na Uniwersytecie w Innsbrucku, gdzie 26 lipca 1914 roku otrzymał święcenia kapłańskie. Ukończył studia w czerwcu 1917 roku.
W latach 1917–1922 wykładał liturgikę w tarnowskim seminarium. W 1922 roku został skierowany do parafii w Nowym Wiśniczu, gdzie zażegnał rozłam wśród wiernych wywołany przystąpieniem dotychczasowego proboszcza do Polskiego Narodowego Kościoła Katolickiego. Pełnił obowiązki proboszcza do 1928 roku, kiedy został wykładowcą Instytutu Teologicznego w Tarnowie. W sierpniu 1933, kiedy powołano rektorat kościoła w Mościcach, ksiądz Piskorz został ustanowiony jego rektorem. W latach 1934–1937 ponownie został proboszczem, w parafii w Jazowsku. Od 1938 roku wykładał homiletykę i teologię pastoralną w Seminarium Duchownym w Tarnowie.
W 1939 roku uzyskał habilitację na Wydziale Teologicznym Uniwersytetu Jagiellońskiego, na podstawie rozprawy Wiara parafian: Studium duszpasterskie. Jego dorobek naukowy liczył 52 prace, w tym dziewięć książek. W 1946 roku opublikował pracę Duszpasterstwo wiejskiej młodzieży męskiej, opartą na doświadczeniach z okresu posługi w Jazowcu. W 1937 roku został kanonikiem tarnowskiej kapituły katedralnej, rok później otrzymał godność szambelana papieskiego, w 1944 roku został prałatem scholastykiem kapituły tarnowskiej.
Zmarł w Tarnowie w 1954 roku. Został pochowany na cmentarzu parafialnym w Trzcianie. Należący do niego księgozbiór przekazał bibliotece tarnowskiego seminarium duchownego.